# John Marriott
John Marriott (ur. 17 sierpnia 1859, zm. 6 czerwca 1945) – brytyjski historyk. 
Wykładał historię najnowszą na Uniwersytecie w Oksfordzie od 1884 do 1920. Posiadał tytuł szlachecki od 1924 roku.  

## Wybrane publikacje
- George Canning and his Times: A Political Study, John Murray, 1903.
- The Life and Times of Lucius Cary, Viscount Falkland, G. P. Putnams's Sons, 1907.
- The Remaking of Modern Europe from the Outbreak of the French Revolution to the Treaty of Berlin, 1789-1878, Methuen & Co., 1910 [1st Pub. 1909].
- Second Chambers: an Inductive Study in Ppolitical Science, Oxford: The Clarendon Press, 1910.
- English Political Institutions; an Introductory Study, Oxford : The Clarendon Press, 1913.
- The French Revolution of 1848 in its Economic Aspect, 2 Vol., Oxford: The Clarendon Press, 1913.
- England Since Waterloo, G. P. Putnam's Sons, 1916 [1st Pub. 1913].
- The Eastern Question: A Study in European Diplomacy,. shsu.edu. [zarchiwizowane z tego adresu (2013-10-05)]. Oxford: The Clarendon Press, 1917.
- English History in Shakspeare, E.P. Dutton Company, 1918.
- Europe and Beyond, E. P. Dutton & Company, 1921.
- Economics and Ethics: A Treatise on Wwealth and Life, Methuen & Co., 1923.
- Makers of Modern Italy: Napoleon-Mussolini, Oxford: The Clarendon Press, 1931.
- The English in India: A Problem of Politics, 1932.
- Castlereagh, 1936.
- Commonwealth or Anarchy?: A Survey of Projects of Peace, from the Sixteenth to the Twentieth Century, Oxford University Press, 1939 [1st Pub. 1937].
- English History in English Fiction, Blackie & Son, 1940.
- The Tragedy of Europe, Blackie & Son, 1941.
- Anglo-Russian Relations, 1689-1943, Methuen & Co., 1944.
- Memories of Four Score Years: The Autobiography of the Late Sir John Marriott, Blackie & Son Limited, 1946.

## Publikacje w języku polskim
- "Królowa wiktoria i jej premierzy": Lord Melbourne - edukacja królowej, przeł. I. Wieniewski [w:] Współcześni historycy brytyjscy. Wybór z pism, oprac. i przedmową zaopatrzył Jerzy Z. Kędzierski, słowo wstępne G. P. Gooch, Londyn: B. Świderski 1963, s. 261-279.